# Cascade Designs
Cascade Designs是一家主要生产户外休闲产品的公司，位于美国西雅图，由两位热衷于背包户外的前波音公司工程师，于1972年创建，其最初的创新产品是自充气的露营垫Therm-a-Rest。
Cascade Designs拥有的品牌：
- Mountain Safety Research，收购于2001年
- Therm-a-Rest，生产便携的睡垫
- Platypus，生产便携的饮水系统
- SeaLine，生产防水袋
- Tracks，生产高端的拐杖、登山杖
- Varilite，生产轮椅定位产品